# Certificat de dépôt

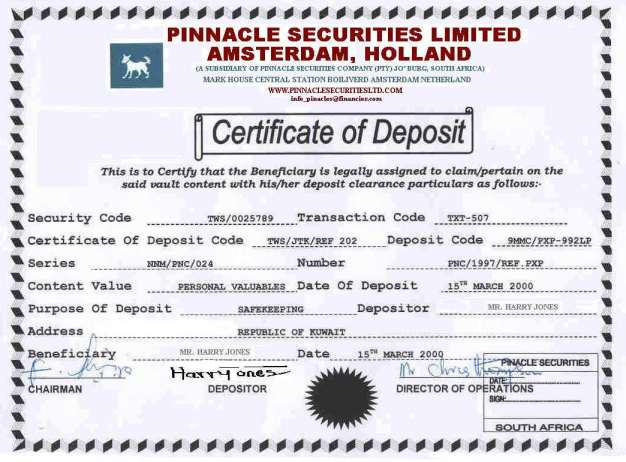
Certificat de dépôt.

Les certificats de dépôt sont des titres de créance négociables créés en 1985 en France, émis par les établissements de crédit pouvant recevoir des fonds à vue ou à moins de deux ans du terme. Destinés avant tout aux professionnels des marchés financiers, ils ont une contre-valeur minimale de 150 000 euros et une durée de vie à l'émission comprise entre 1 jour et 1 an (le plus souvent, ces certificats présentent des échéances inférieures à trois mois). Le programme d'émission doit faire l'objet d'un accord préalable de la Banque de France. 
L'annonce de la création du certificat de dépôt par le ministre de l’économie et des finances Pierre Bérégovoy a eu lieu le 5 décembre 1984, et elle a provoqué le lendemain matin une sorte de "mini-krach" sur le marché obligataire de la bourse de Paris.